# The Cure
The Cure är en engelsk rockgrupp bildad 1976 i Crawley, ursprungligen under namnet Easy Cure. Genom åren har gruppen genomgått flera ändringar i banduppsättningen där sångaren, gitarristen och låtskrivaren Robert Smith har varit den enda ständiga medlemmen. The Cure hade sin storhetstid under 1980-talet då de revolutionerade goth- och synthgenren med sin nydanande musikstil, även om de själva inte vill påstå att deras musik har något med goth att göra. Bandet har givit ut  13 studioalbum och fler än 30 singlar sedan starten. 2004 uppskattade man att gruppen hade sålt över 27 miljoner album.
Till några av bandets mest kända låtar hör singlarna "Just Like Heaven", "Lovesong" och "Friday I'm in Love", vilka också fick uppmärksamhet i USA där de hamnade på Billboard Hot 100-listan.

## Historia
The Cure uppmärksammades särskilt under 1979 för singeln "Killing an Arab". Samma år släpptes gruppens debutalbum Three Imaginary Boys. Efter tre mörka och dystra album 1980–1982 övergick gruppen till en mer lättsam popstil och fick singelhits med "Let's Go To Bed", "The Walk" och "The Lovecats". Senare album som The Top (1984) och The Head on the Door (1985) förenar de båda sidorna av gruppens musik.
Sångaren och låtskrivaren Robert Smith har genom alla år varit den dominerande kraften i bandet, både musikaliskt och visuellt. Hans image med spretigt hår och slarvigt pålagd makeup har inspirerat inte bara tusentals gothare utan även filmmakare som Tim Burton. The Cure är fortfarande aktiva inom popmusiken och räknas idag som ett av de mer betydande alternativbandet i historien med ungefär 27 miljoner sålda skivor (2004).
Albumen Kiss Me, Kiss Me, Kiss Me (1987) och Disintegration (1989) räknas av många som deras mest framstående. Kända låtar är "A Forest" från Seventeen Seconds, "Just Like Heaven" från Kiss Me, Kiss Me, Kiss Me, "Lullaby" från Disintegration och "Friday I'm in love" från Wish.

## Medlemmar

### Nuvarande medlemmar
- Robert Smith – sång, rytmgitarr, sologitarr, basgitarr, keyboard (1976–)
- Simon Gallup – basgitarr (1979–1982, 1985–)
- Roger O'Donnell – keyboard (1987–1990, 1996–2005, 2011–)
- Jason Cooper – trummor (1995–)
- Reeves Gabrels – gitarr (2012–)
- Perry Bamonte – gitarr, keyboard (1990–2005, 2023–)

### Tidigare medlemmar
- Michael Dempsey – basgitarr (1976–1979)
- Mark Ceccagno – sologitarr (1976)
- "Graham" – trummor (1976)
- "Graham's brother" – sång (1976)
- Porl Thompson – sologitarr, keyboard, saxofon, basgitarr (1976–1978, 1984–1993, 2005–2010)
- Lol Tolhurst – trummor (1976–1983, 2011), keyboard (1981–1989, 2011)
- Martin Creasy – sång (1976)
- "Gary X" – sång (1977)
- Peter O'Toole – sång (1977)
- Matthieu Hartley – keyboard (1979–1980)
- Andy Anderson – trummor (1983–1984)
- Phil Thornalley – basgitarr (1983–1984)
- Boris Williams – trummor (1984–1994, 2001)

## Diskografi
- Three Imaginary Boys (1979)
- Seventeen Seconds (1980)
- Faith (1981)
- Pornography (1982)
- The Top (1984)
- The Head on the Door (1985)
- Kiss Me, Kiss Me, Kiss Me (1987)
- Disintegration (1989)
- Wish (musikalbum) (1992)
- Wild Mood Swings (1996)
- Bloodflowers (2000)
- The Cure (2004)
- 4:13 Dream (2008)
- Songs of a Lost World (2024)

### EP
- A Single (1982)
- Half an Octopuss (1985; endast Storbritannien)
- Quadpus (1986; endast USA)
- Lost Wishes (1993)
- Sideshow (1993)
- Five Swing Live (1997)
- Hypnagogic States (2008)

### Livealbum
- Concert (1984)
- Entreat (1991)
- Paris
- Show (1993)

### Samlingsalbum
- Boys Don't Cry (1980)
- Happily Ever After (1981)
- Japanese Whispers (1983)
- Standing on a Beach (1986)
- The Peel Sessions (1988)
- Mixed Up (1990)
- Integration (1990)
- Galore (1997)
- Greatest Hits (2001)
- Join the Dots (2004)
- 4play (2006)

### Singlar
- "Killing an Arab" (1978)
- "Boys Don't Cry" (1979)
- "Jumping Someone Else's Train" (1979)
- "A Forest" (1980)
- "Primary" (1981)
- "Charlotte Sometimes" (1981)
- "The Hanging Garden" (1982)
- "Let's Go to Bed" (1982)
- "The Walk" (1983)
- "The Lovecats" (1983)
- "The Caterpillar" (1984)
- "In Between Days" (1985)
- "Close to Me" (1985)
- "Boys Don't Cry" (New Voice · New Mix; 1986)
- "Why Can't I Be You?" (1987)
- "Catch" (1987)
- "Just Like Heaven" (1987)
- "Hot Hot Hot!!!" (1988)
- "Lullaby" (1989)
- "Fascination Street" (1989) (endast USA och Kanada)
- "Lovesong" (1989)
- "Pictures of You" (1990)
- "Never Enough" (1990)
- "Close to Me" (remix) (1990)
- "High" (1992)
- "Friday I'm in love" (1992)
- "A Letter to Elise" (1992)
- "The 13th" (1996)
- "Mint Car" (1996)
- "Gone!" (1996)
- "Strange Attraction" (1997)
- "Wrong Number" (1997)
- "Maybe Someday" (2000) (Endast promo-utgåva)
- "Out of This World" (2000) (Endast promo-utgåva)
- "Cut Here" (2001)
- "Just Say Yes" (2002) (Endast promo-utgåva)
- "The End of the World" (2004)
- "Taking Off" (2004; endast Europa)
- "alt.end" (2004; endast USA och Kanada)
- "The Only One" (2008)
- "Freakshow" (2008)
- "Sleep When I'm Dead" (2008)
- "The Perfect Boy" (2008)